# Friweika

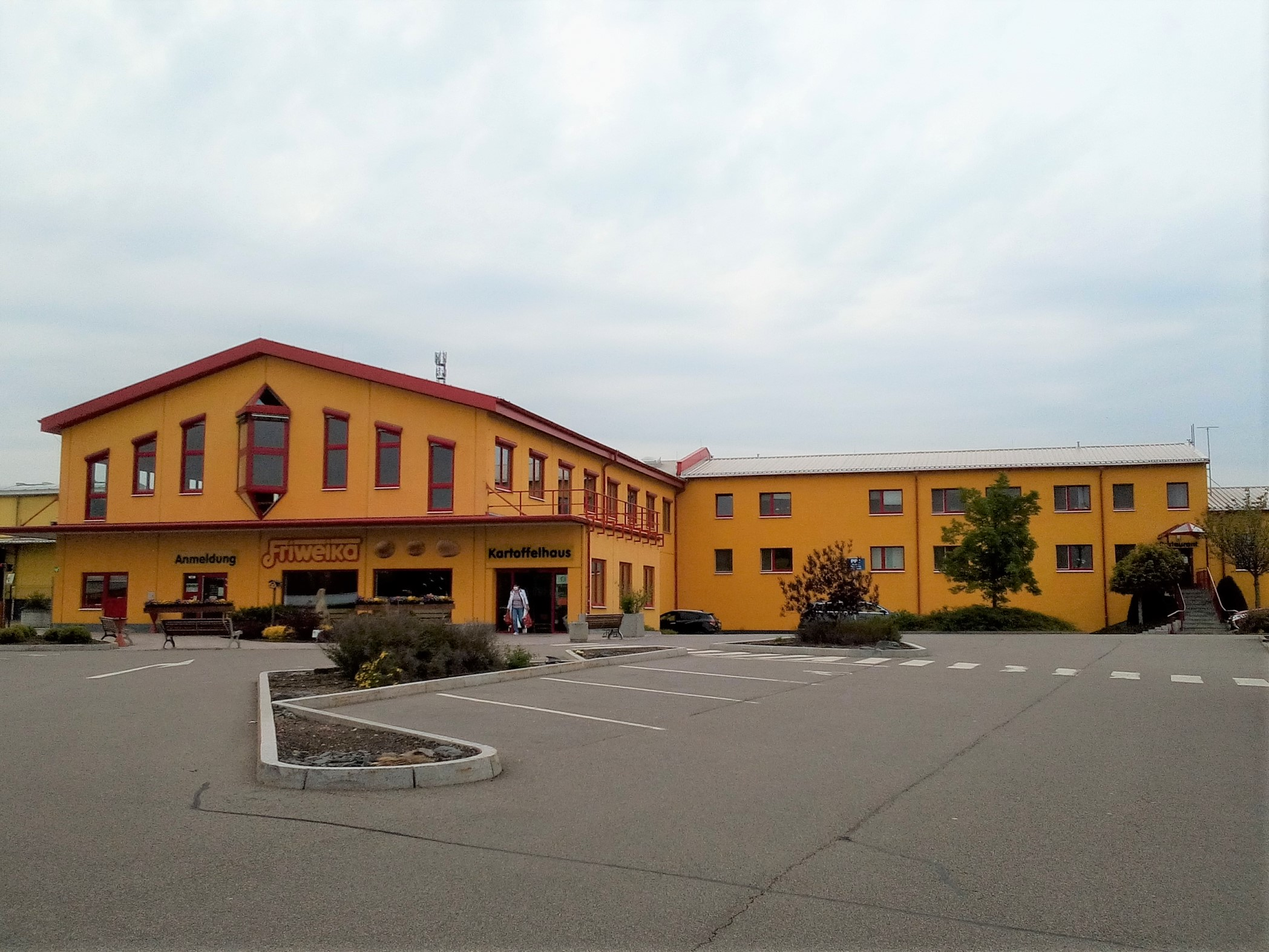
Die Friweika-Zentrale in Remse im Mai 2020

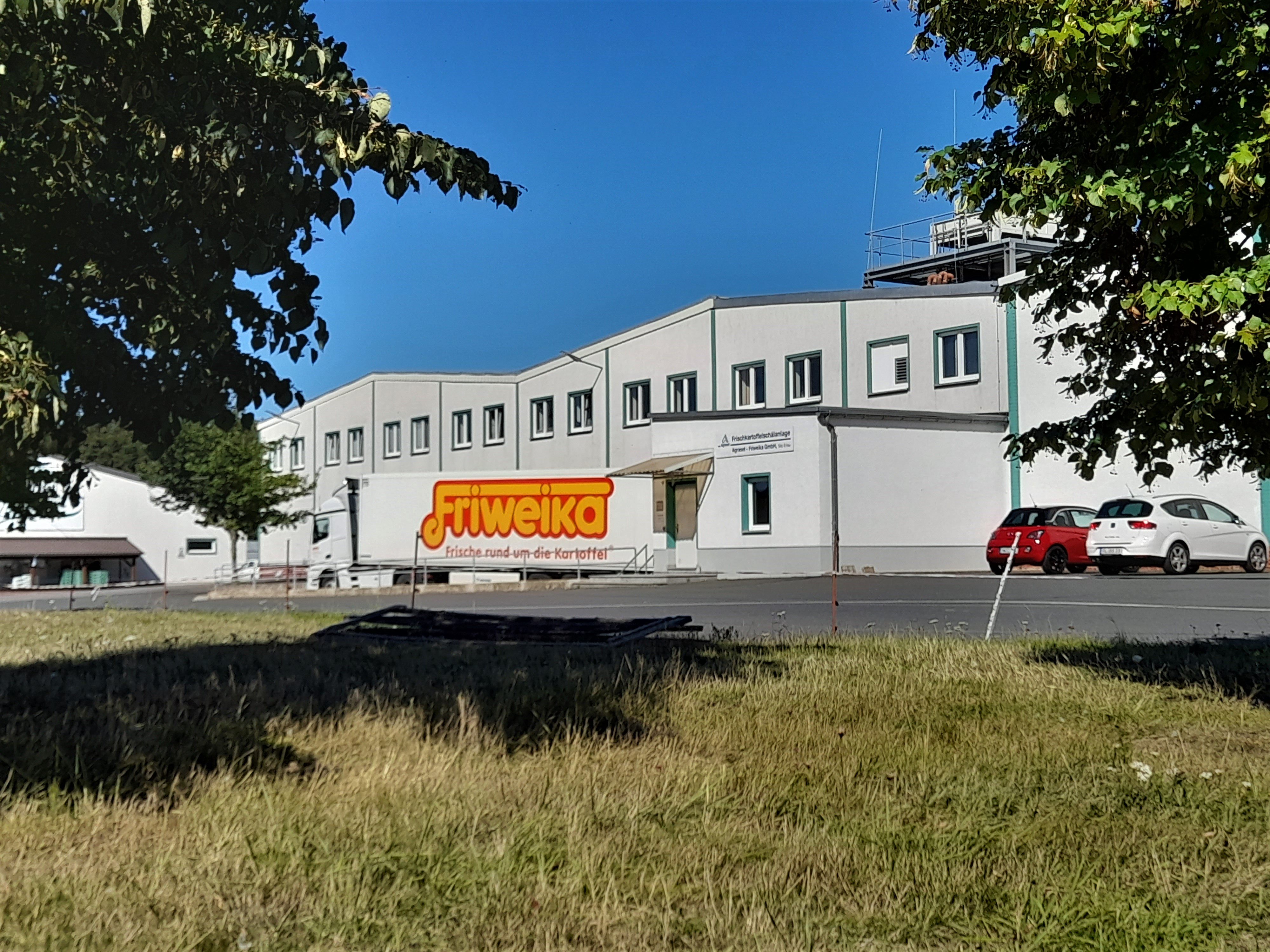
Agraset-Friweika GmbH, Frischkartoffelschälanlage in Naundorf bei Erlau

Die Friweika eG ist ein deutscher Lebensmittelhersteller mit Sitz im Ortsteil Weidensdorf der westsächsischen Gemeinde Remse. Das Unternehmen ist auf die Herstellung von Kartoffelprodukten spezialisiert.
Mehr als 20 landwirtschaftliche Betriebe in den Bundesländern Sachsen, Thüringen und Sachsen-Anhalt bewirtschaften als Vertragspartner etwa 1400 Hektar Ackerfläche. Jährlich (Stand: Juli 2020) verwertet das Unternehmen rund 70.000 Tonnen Frischkartoffeln und produziert 35.000 Tonnen Kartoffelerzeugnisse, beispielsweise Salate und küchenfertige Garprodukte. Darüber hinaus existieren auch ein Betriebsrestaurant und seit 1997 ein Fabrikverkauf.

## Geschichte
Die Ursprünge des Unternehmens liegen in der zwischenbetrieblichen Einrichtung (ZBE) Kartoffellagerhaus Weidensdorf. Diese war für drei landwirtschaftliche Produktionsgenossenschaften (LPG) zuständig, die 1970 auf über 1500 Hektar die spezialisierte Kartoffelproduktion aufnahmen. 1977 stieg man mit der Herstellung von Kloßmasse für Thüringer Klöße in die Produktion von veredelten Kartoffelprodukten ein. Die Frischkartoffelschälanlage war 1984 mit einer Kapazität von über 7000 Tonnen pro Jahr die größte ihrer Art in der Deutschen Demokratischen Republik. Im Zuge der deutschen Wiedervereinigung erfolgte am 6. Juli 1990 die Umwandlung in eine Genossenschaft bürgerlichen Rechts mit dem heutigen Namen – er steht als Abkürzung für „Frische Weidensdorfer Kartoffelprodukte“.
1992 baute das Unternehmen seinen Gastro-Service und ein professionelles Vertriebssystem auf. Ende der 1990er Jahre wurde eine Nebenprodukteverwertungsanlage installiert, die der Erzeugung und Verstromung von Biogas dient (1,5 Millionen Kubikmeter in 2009). Es folgten zahlreiche weitere Neubauten, Modernisierungen und Erweiterungen der Produktionsstätten. Beispielsweise wurde 2002 nach einem Jahr Bauzeit im Erlauer Ortsteil Neugepülzig eine Frischkartoffelschälanlage eröffnet, die zusammen mit der Agraset-Agrargenossenschaft eG Naundorf bei Rochlitz betrieben wird und die zurzeit (Stand: Juli 2020) eine Jahresproduktion von 5020 Tonnen hat. Im selben Jahr brachte Friweika seine Produkte erstmals in den bundesweiten Verkauf.